# Bistum Koszalin-Kołobrzeg
Das Bistum Koszalin-Kołobrzeg (deutsch Köslin-Kolberg, lateinisch Dioecesis Coslinensis-Colubregana, polnisch Diecezja koszalińsko-kołobrzeska) ist eine Diözese der römisch-katholischen Kirche im Nordwesten von Polen, das Teile der Woiwodschaften Großpolen, Pommern und Westpommern umfasst. Bischofssitz ist Koszalin (Köslin).

## Geografische Lage

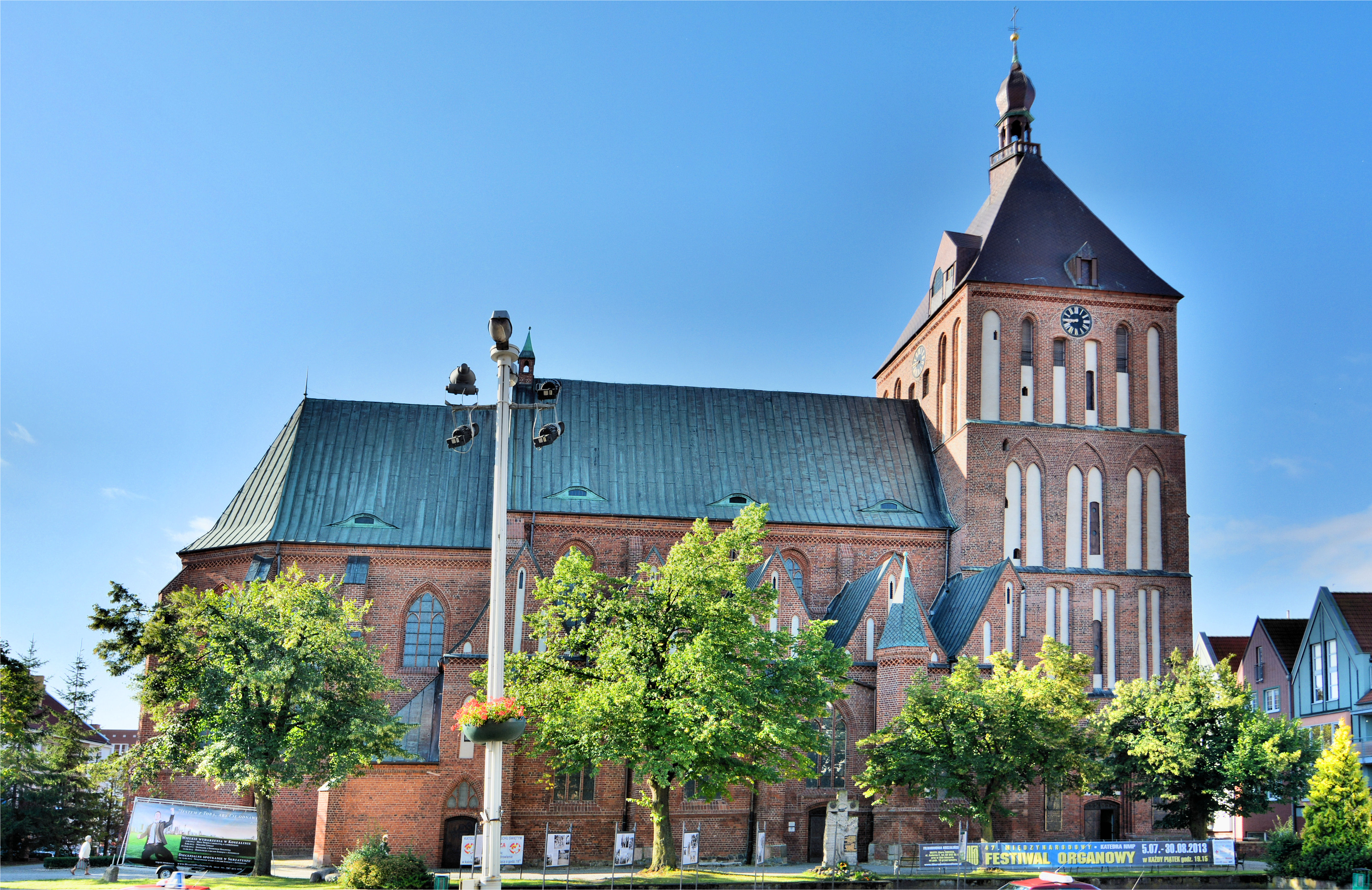
Kathedrale Unbefleckte Empfängnis (St. Marien) in Koszalin, dt. Köslin

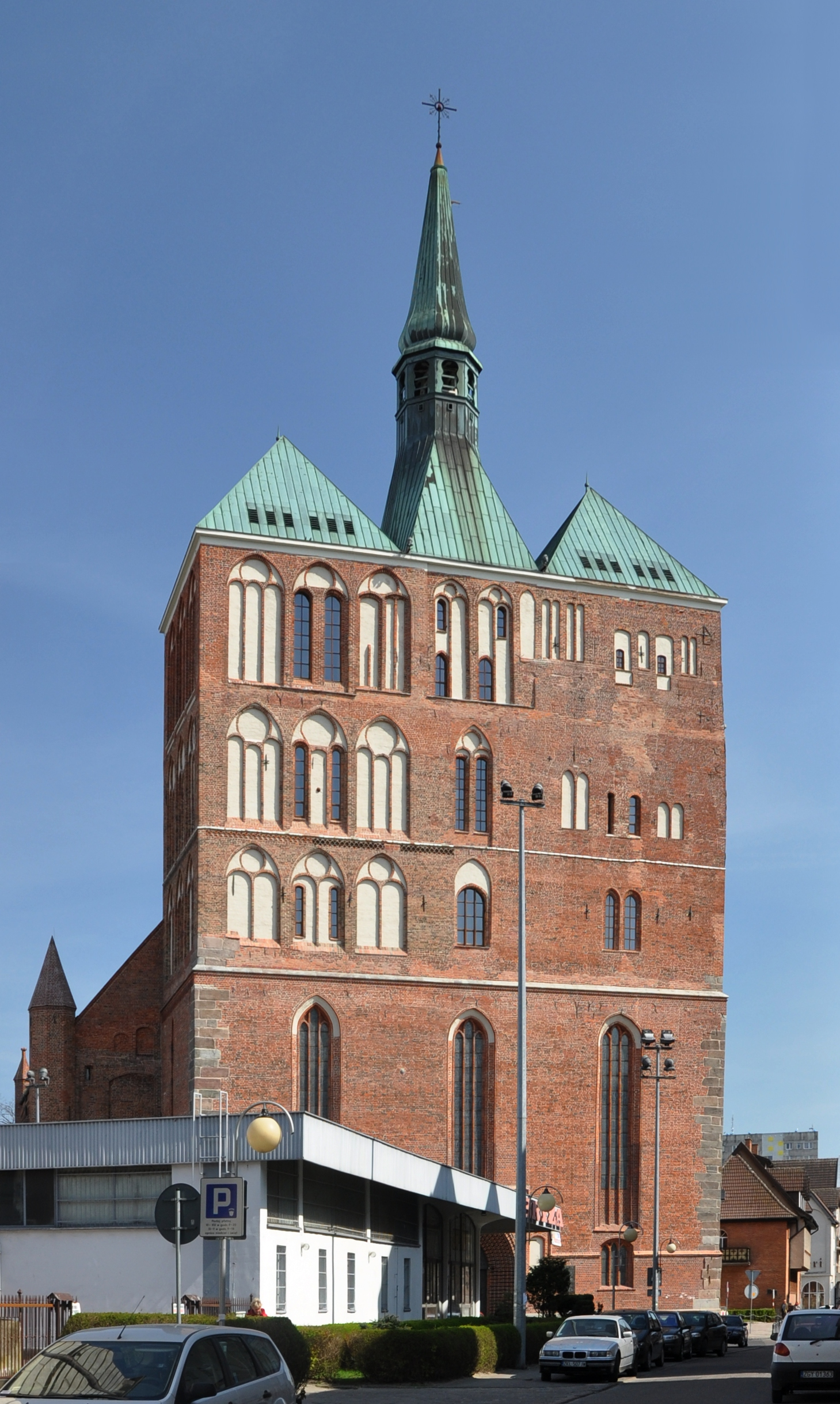
Konkathedrale Mariä Himmelfahrt in Kołobrzeg, dt. Kolberg

Das Bistum Koszalin-Kołobrzeg grenzt im Norden an die Ostsee, im Westen an das Erzbistum Stettin-Cammin, im Süden an das Bistum Zielona Góra-Gorzów, das Erzbistum Posen, das Erzbistum Gniezno und das Bistum Bydgoszcz, und im Osten an das Bistum Pelplin. Mit dem Bistum Zielona Góra-Gorzów Wielkopolski ist das Bistum Koszalin-Kołobrzeg dem Erzbistum Stettin-Cammin unterstellt.

## Geschichte
Das Bistum Koszalin-Kołobrzeg ist eine relativ junge Diözese im Bereich der römisch-katholischen Kirche Polens. Durch die Apostolische Konstitution Episcoporum Poloniae coetus vom 28. Juni 1972 errichtete Papst Paul VI. das Bistum aus Diözesangebieten, die bis dahin de jure zum Bistum Berlin bzw. zur Prälatur Schneidemühl gehörten, seit September 1945 de facto aber Administratoren unterstanden hatten.
Die Errichtung eines Bistums für die Region Koszalin-Kołobrzeg knüpft an die Tradition an, dass Kołobrzeg bereits im Jahre 1000 Sitz eines Bischofs namens Reinbern war, der dort für wenige Jahre amtierte.

## Bischöfe
→ Liste der Bischöfe von Koszalin-Kołobrzeg

## Dekanate
| - Barwice (Bärwalde) - Białogard (Belgard) - Bobolice (Bublitz) - Czarne (Hammerstein) - Darłowo (Rügenwalde) - Drawsko Pomorskie (Dramburg) - Gościno (Groß Jestin) - Jastrowie (Jastrow) | - Kołobrzeg (Kolberg) - Koszalin (Köslin) - Miastko (Rummelsburg) - Mielno (Großmöllen) - Mirosławiec (Märkisch Friedland) - Piła (Schneidemühl) - Polanów (Pollnow) - Połczyn-Zdrój (Bad Polzin) | - Sławno (Schlawe) - Słupsk Wschód (Stolp-Ost) - Słupsk-Zachód (Stolp-West) - Szczecinek (Neustettin) - Świdwin (Schivelbein) - Trzcianka (Schönlanke) - Ustka (Stolpmünde) - Wałcz (Deutsch Krone) |

## Bistumspatrone
- Hl. Adalbert, Bischof von Prag  23. April / 20. Oktober (Übertragung der Gebeine)
- Unsere Liebe Frau von Skrzatuska
- Hl. Maximilian Kolbe  14. August

besonders verehrt werden auch
- Sel. Bronislaw Kostkowski (* 11. März 1915 in Stolp; † 6. August 1942 im KZ Dachau.) Am 13. Juni 1999 zusammen mit 108 Märtyrern des Zweiten Weltkrieges in Warschau seliggesprochen.
- August Froehlich (* 26. Januar 1891 in Königshütte; † 22. Juni 1942 im KZ Dachau), Widerstandskämpfer